# Richards Bay FC
El Richards Bay FC es un equipo de fútbol de Sudáfrica que juega en la Premier Soccer League, la primera categoría nacional.

## Historia
Fue fundado en el año 2017 en el poblado de Richards Bay de la provincia de KwaZulu-Natal luego de que Pierre Delvaux, dueño del Thanda Royal Zulu FC, vendiera la plaza del equipo al AmaZulu FC, equipo que había terminado en quinto lugar de la Primera División de Sudáfrica en la temporada 2016/17, mientras que el Thanda Royal Zulu había logrado el ascenso a la Premier Soccer League como campeón de la segunda división.
El primer gran momento del club llegó en la Copa Nedbank de 2020/21 cuando vencío al Kaizer Chiefs por 2-1 en la ronda de 1/32, y en la siguiente temporada gana el título de la segunda división y logra el ascenso a la Premier Soccer League por primera vez en su historia.

## Palmarés
- Primera División de Sudáfrica: 1

2021/22